# Chao Cuo
Chao Cuo (朝錯, ook wel 晁錯, 204?-154 v.Chr.) was een staatsman en geleerde uit de Chinese oudheid.
Chao Cuo was afkomstig uit Yingchuan (het huidige Yuxian in de provincie Henan). In zijn economische theorieën spreekt hij zich uit tegen handel en voor landbouw. Alleen door boeren te binden aan hun land kan de staat zich van hun steun verzekeren en daarmee haar macht consolideren.
Als adviseur van de Han-keizer Han Jingdi beval hij aan de macht van de prinsen te beknotten door hun gebieden te verkleinen. Dit zou volgens Chao Cuo snel tot opstanden leiden, maar met beperkte gevolgen. Het niet verkleinen van de prinselijke gebieden zou volgens hem uiteindelijk ook tot opstanden leiden, maar dan met grote gevolgen. In 154 v.Chr. kwamen de prinsen ook in opstand (mede om van Chao Cuo af te komen). Het neerslaan van die opstand door Han Jindi leidde tot een aanzienlijke beperking van hun macht.
Tijdens de regering van keizer Wen (179-157) was men op zoek naar een nieuwe tekst van het Boek der Documenten, een van de Confucianistische Klassieken. De belangrijkste kenner van dat werk was op dat moment Fu Sheng. Omdat die inmiddels negentig jaar was en niet meer in staat was naar het hof te reizen, werd Chao Cuo naar hem toe gestuurd. De overdracht zou mondeling hebben plaatsgevonden, waarbij enige moeilijkheden ontstonden omdat beide mannen verschillende dialecten spraken. De meegebrachte tekst vormde de basis voor de nieuwe tekst versie van het Boek der Documenten.